# Leonard Cohen
Leonard Cohen, (rođen 21. rujna, 1934. u Montrealu, Quebec - preminuo 7. studenog, 2016. u Los Angelesu) bio je kanadski kantautor i književnik. Počeo je pisati još 1951., dok je svoju prvu knjigu pjesama Let Us Compare Mythologies (Usporedimo mitologije) objavio u Montrealu 1956. godine. Primljen je u Kuću Slavnih 2008. godine.

## Djetinjstvo
Leonard Cohen je odrastao u Montrealu. Potječe iz ugledne židovske obitelji, čija je djelatnost najočitija bila u gospodarstvu i židovskom svećenstvu. Otac mu je umro još dok je bio dijete, pa mu je djed dobrim dijelom preuzeo očinsku ulogu. Cohen se kao dijete i srednjoškolac nije naročito iskazivao ocjenama, iako je oduvijek imao talent za pisanje, a zanimali su ga glazba, književnost i religija.

## Rana mladost
Cohen je 1951., u svojoj sedamnaestoj godini, započeo s pisanjem pjesama. U to vrijeme upisuje se na prilično proslavljeno sveučilište McGill gdje sluša kolegije iz pravnih i ekonomskih znanosti, te engleske i svjetske književnosti. Tamo stječe prva književna poznanstva, što se ponajviše odnosi na formiranje studentskih umjetničkih grupa i prijateljstva s mentorima - starijim književnicima i profesorima.

## Život umjetnika
Nakon što je diplomirao na montrealskom sveučilištu McGill, 1956. godine objavljuje svoju prvu knjigu pjesama. Relativno je dobro prihvaćen kao mladi kanadski autor, iako izaziva brojne kontroverze.
Pošto mu je Montreal ubrzo postao uzak u smislu umjetničkog djelovanja, puno vremena provodi u New Yorku, zatim na grčkom otoku Hidri (gdje se odvilo jako plodno razdoblje njegovog stvaralaštva), Oslu, Kubi, Londonu... S vremenom razvija zreliji umjetnički izričaj što je najprimjetnije u njegovom prvom objavljenom glazbenom albumu 'Songs of Leonard Cohen' 1967.
S godinama Leonard Cohen postao je svjetski slavan i priznat glazbenik, te je njegov književni rad ostao u sjeni karijere glazbenika, kojom je ušao u legendu.

## Cohen i Hrvatska
Cohenov opus u Hrvatskoj postao je poznat, kao i drugdje, preko njegove glazbene karijere. Sredinom 1970-ih Arsen Dedić namjeravao je snimiti album obrada Cohenovih pjesama, koje je za njega prepjevao pjesnik Nikica Petrak, no projekt nije ostvaren; sačuvano je nekoliko pjesama na demosnimkama. Arsen je 1985. objavio album Kantautor s prepjevima svojih omiljenih kantautora, uvrstivši i Cohenovu pjesmu "Seems So Long Ago, Nancy", pod naslovom "To sve je davno sad". 
Ibrica Jusić snimio je 1999. godine album Hazarder: A tribute to Leonard Cohen, s dvanaest Cohenovih pjesama u prepjevu šansonijera Srđana Depola. Taj je album, po nekim izvorima, jako dobro primljen ne samo u Hrvatskoj, nego i u međunarodnoj zajednici Cohenovih obožavatelja, za koje je Jusić nastupio na međunarodnom okupljanju u Zagrebu, u klubu SAX!, 2010.
Cohena je kao uzor navodio i Branimir Štulić, koji je na samostalnom albumu Sevdah za Paulu Horvat obradio, u svojem prepjevu, Cohenov hit "The Partisan", pjesmu koju Cohen nije napisao, ali ju je popularizirao svojim drugim albumom. Cohena su također obradili i Ivo Amulić ("Dance Me to the End of Love" pod naslovom "Sanjaj na nogama" na albumu Sto na sat 1995.), Klapa Libar ("Hallelujah") te Ivo Gamulin Gianni ("Aleluja", na albumu Božićna priča 2010.).
Do 1990. Cohenova poezija bila je u Hrvatskoj dostupna preko prijevoda uglednih srpskih književnika Vladislava Bajca i Davida Albaharija, a poznati glazbeni kritičar Darko Glavan objavio je 1981. svoje prijevode u časopisu Off. Kasnije su prevedena njegova oba romana te 2007. najnovija zbirka poezije, prva u 20 godina, Knjiga čežnje, u prepjevu uglednoga pjesnika Damira Šodana. Cohenovo najslavije književno djelo, roman Divni gubitnici, objavio je 1998. Feral Tribune u prijevodu uglednoga pjesnika Miloša Đurđevića. Časopis 15 dana posvetio je 2004. cijeli broj Cohenovu opusu, povodom njegova 70. rođendana, donijevši niz eseja o Cohenu, njegovih pjesama te odabir iz crteža koje je kasnije tiskao u Book of Longing. Cohenova autorizirana biografija Raznoliki stavovi: život Leonarda Cohena kanadskog anglista Ire Nadela prevedena je na hrvatski 2007., a časopis Književna republika tiskao je obje studije ugledne teoretičarke Linde Hutcheon o Cohenu, "Poezija Leonarda Cohena" (2008.) i "Proza Leonarda Cohena" (2010.).
Cohen je svoju svjetsku turneju 2010. godine, odnosno treću godinu svoje povratničke turneje, otvorio koncertom u Areni Zagreb 25. srpnja 2010. U tjednu koncerta čak je 16 Cohenovih albuma ušlo na službenu ljestvicu prodaje glazbenih albuma u Hrvatskoj. Cohen, njegov sastav i prateća ekipa proveli su u Zagrebu cijeli tjedan, a noć prije koncerta Sharon Robinson i članovi sastava bili su gosti na okupljanju obožavatelja i promociji Cohenovih hrvatskih izdanja u Zagrebu, dok je glazbena knjižara Rockmark priredila izložbu Cohenovih naslovnica i kolekcionarskih izdanja. Koncert u Zagrebu bio je povod i za niz drugih izdanja vezanih uz Cohena: tiskane su čak dvije njegove biografije na hrvatskom jeziku, časopis Quorum donio je 80-ak Cohenovih pjesama u prepjevu Damira Šodana, a izdavačka kuća Vuković i Runjić objavila je prvo hrvatsko izdanje Cohenove ugledne zbirke poetske proze Knjiga milosrđa. Cohenov koncert u Areni Zagreb imao je golem medijski odjek, a u prosincu 2010. glasovanje poznatih intelektualaca u Vjesniku svrstalo ga je, kao jedini umjetnički događaj koji nije ostvario hrvatski umjetnik, na popis pet najvažnijih kulturnih događaja u Hrvatskoj u 2010. godini. Hrvatska televizija dvaput je emitirala skraćeni snimak Cohenova DVD-a Live in London, 29. siječnja 2011. te 30. srpnja 2011. godine.
Cohen je 2010. primio Nagradu Porin za album Live in London (2009.) u kategoriji najboljeg inozemnog video programa. Nagrada mu je uručena osobno prije koncerta u Areni Stožice u Ljubljani 12. listopada 2010. Koncertni album Songs From the Road (2010.) bio je iduće, 2011. godine nominiran za Porina u istoj kategoriji.

## Smrt
Leonard Cohen je preminuo u svojoj 82. godini života dana 07. studenog 2016. u Los Angelesu, SAD. Vijest o njegovoj smrti objavljena je 10. studenog 2016. godine.
Izraze sućuti i žaljenja su uputile mnoge svjetske poznate osobe naročito glazbenici i drugi na čije je živote utjecao svojim likom i djelom.
Njegov sin Adam je izjavio da mu je otac preminuo mirno sa spoznajom da je nakon pjesme You Want It Darker učinio sve što je htio. Do posljednjih trenutaka života proveo je pišući i sa svojim jedinstvenim smislom za humor.

## Diskografija
- Songs of Leonard Cohen, 1967.
- Songs from a Room, 1969.
- Songs of Love and Hate, 1971.
- Live Songs, 1973.
- New Skin for the Old Ceremony, 1974.
- The Best of Leonard Cohen/Greatest Hits, 1975.
- Death of a Ladies' Man, 1977.
- Recent Songs, 1979.
- Night Magic, mjuzikl/soundtrack, stihovi: Leonard Cohen, skladatelj: Lewis Furey, izvode: Lewis Furey i Carole Laure, 1985.
- Various Positions, 1985.
- I'm Your Man, 1988.
- The Future, 1992.
- Cohen Live, 1994.
- More Best of Leonard Cohen, 1997.
- Field Commander Cohen: Tour of 1979, 2001.
- Ten New Songs, 2001.
- The Essential Leonard Cohen, dvostruki CD, 2002.; trostruki CD, 2008.
- Dear Heather, 2004.
- Blue Alert, album Anjani Thomas, pjesme i produkcija Leonard Cohen, 2006.
- Book of Longing, uglazbio Philip Glass, dvostruki CD, 2007.
- Live in London, dvostruki CD, DVD, 2009.
- Live at the Isle of Wight 1970, CD s DVD-om, Blu-Ray, 2009.
- Songs from the Road, CD, DVD, Blu-Ray, CD s DVD-om, 2010.
- Old Ideas, 2012.
- Popular Problems, 2014.
- You Want It Darker, 2016.

### Pjesništvo
- Let Us Compare Mythologies (Usporedimo mitologije), 1956.
- The Spice-Box of Earth (Kutija sa začinima Zemlje), 1961.
- Flowers for Hitler (Cvijeće za Hitlera), 1964.
- Parasites of Heaven (Paraziti raja), 1966.
- Selected Poems, 1956-1968 (Izabrane pjesme, 1956-1968), 1968.
- The Energy of Slaves (Energija robova), 1972.
- Death of a Lady's Man (Kavalirova smrt), 1978.
- Book of Mercy (Knjiga milosrđa), 1984. Hrvatsko izdanje: Vuković i Runjić, 2010.
- Stranger Music: Selected Poems and Songs (Strančeva glazba: izabrana poezija i pjesme), 1993.
- Book of Longing (Knjiga čežnje), 2006. Hrvatsko izdanje: V.B.Z., 2007.
- Poems and Songs, 2010.

### Proza
- The Favorite Game (Omiljena igra), 1963. Hrvatsko izdanje: Feral Tribune, 1998.
- Beautiful Losers (Divni gubitnici), 1966. Hrvatsko izdanje: Disput - Hrvatsko filološko društvo (Biblioteka Na tragu klasika), 2005.

## Vanjske poveznice
- Službene stranice Leonarda Cohena - SonyBMG
- The Leonard Cohen Files - autorizirani svjetski web-site
- Svjetski fan forum
- Cohenova nova, aktualna knjiga
- Hrvatske stranice posvećene Leonardu Cohenu